# NGC 7315
NGC 7315 هي مجرة محدبة تقع في كوكبة الفرس الأعظم. تم اكتشافها في 11 سبتمبر 1872 من قبل إدوارد ستيفان. وقد وصفها جون لويس إميل دراير، وهو مؤلف الفهرس العام الجديد، بأنها «وسطها خافت للغاية، وصغيرة للغاية، ومستديرة، وأكثر إشراقا».
تم اكتشاف مستعر أعظم (SN 2007B) في NGC 7315 من النوع Ia في يناير 2007.

## وصلات خارجية
- NGC 7315 على موقع ويكي سكاي: DSS2, SDSS, GALEX, IRAS, Hydrogen α, X-Ray, Astrophoto, Sky Map, Articles and images